# Jupiter Europa Orbiter
Pour les articles homonymes, voir JEO.

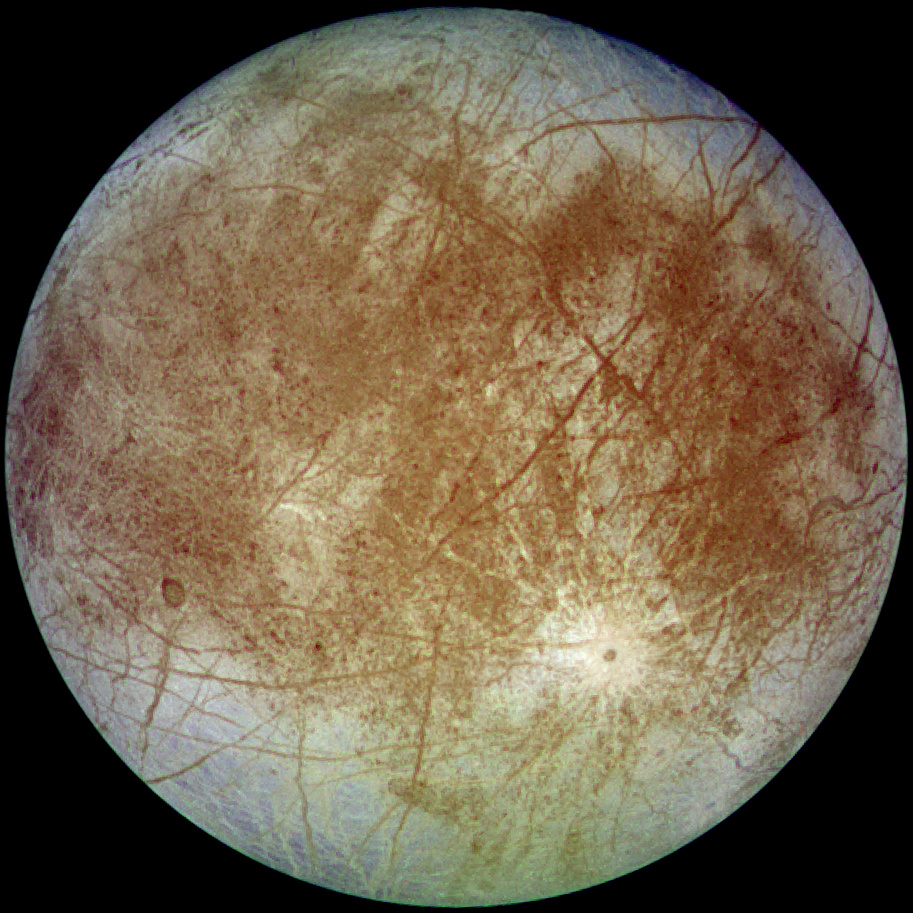
L'étude détaillée de la lune Europe est l'objectif principal de la mission.

Jupiter Europa Orbiter ou JEO est une mission spatiale proposée par l'agence spatiale américaine de la NASA ayant pour objectif l'exploration de Jupiter et ses lunes. À la suite de restrictions budgétaires sévères touchant la NASA, la mission est annulée en avril 2011. La sonde spatiale est un orbiteur qui, après avoir effectué plusieurs survols à faible altitude au-dessus de Io, Ganymède et Callisto, se place en orbite polaire autour de Europe. La sonde doit être lancée en 2020 et utiliser l'assistance gravitationnelle de Vénus et de la Terre (à deux reprises) pour se propulser jusqu'au système jovien. La mission scientifique doit débuter par une phase d'une durée de deux ans durant laquelle la sonde effectue plusieurs survols au-dessus des lunes de Jupiter avant de se placer en orbite autour d'Europe en 2028 pour une étude plus approfondie. La mission principale doit s'achever en 2029. L'objectif scientifique de la mission est de déterminer dans quelle mesure les lunes naturelles de Jupiter et en particulier Europe sont susceptibles d'accueillir la vie. Cette mission lourde (sonde de 5 tonnes) et coûteuse qui emporte 11 instruments scientifiques fait partie des missions phares de la NASA de la catégorie du programme Flagship à laquelle se rattache également la sonde Cassini. L'Agence spatiale européenne étudie une mission analogue, Jupiter Ganymede Orbiter (JGO), qui est également lancée en 2020 mais qui se place en orbite autour de Ganymède. Les programmes européen et américain doivent être coordonnés au sein de l'Europa Jupiter System Mission - Laplace (EJSM - Laplace) susceptible de comprendre également une mission japonaise d'étude de la magnétosphère et un atterrisseur russe. La coordination doit porter à la fois sur le développement de l'instrumentation scientifique et sur les objectifs scientifiques.

## Objectifs scientifiques
Un des principaux objectifs de la mission est donc d'étudier si la lune Europe est susceptible d'accueillir une forme de vie. La sonde doit notamment étudier :
- Les caractéristiques de l'océan qui s'étend sous la banquise et qui recouvre la surface de Europe : dimension, relation avec le noyau...
- Les caractéristiques de la banquise et ses échanges avec l'océan.
- La chimie d'Europe : composition chimique de la surface, processus en jeu dans la mesure où ils peuvent jouer sur l'habitabilité de la lune.
- La géologie de la lune : les formations de la surface de la lune, en particulier celles qui résultent d'une activité récente, identifier et détailler les sites permettant de poser un atterrisseur pour une mission d'exploration future.
- Les interactions entre Europe et le reste du système jovien.

La détermination de l'habitabilité des lunes Io, Ganymède et Callisto ainsi que l'étude de la magnétosphère, de l'atmosphère et des anneaux de Jupiter font également partie des objectifs scientifiques.

## Déroulement de la mission
La sonde spatiale doit être lancée par un lanceur Atlas V 551. Pour rejoindre le système jovien, JEO utilise à trois reprises l'assistance gravitationnelle des planètes intérieures. Le déroulement du transit vers Jupiter est initialement le suivant :
- février 2020 : lancement.
- juin 2020 : survol de Vénus.
- avril 2021 : premier survol de la Terre.
- juillet 2023 : deuxième survol de la Terre.
- décembre 2025 : arrivée dans le système jovien.

La sonde utilise l'assistance gravitationnelle de Io pour s'insérer sur une orbite elliptique initiale de 200 jours autour de Jupiter. L'excentricité de l'orbite est par la suite fortement réduite après avoir bouclé un premier tour en utilisant une nouvelle fois l'assistance gravitationnelle de Io (juillet 2026).
La sonde effectue au cours des 2 premières années d'exploration du système jovien 3 survols de Io, 6 survols d'Europe, 6 survols de Ganymède et 9 survols de Callisto en utilisant ses instruments en fonction des objectifs scientifiques propres à chaque lune. En juillet 2028, la sonde doit s'insérer en orbite autour d'Europe et entamer une campagne scientifique de 99 jours, décomposée en 3 phases. Les 28 premiers jours elle se place sur une orbite polaire située tout d'abord à 200 km d'altitude puis réduit son altitude à 100 km. Ensuite, la sonde entre dans une phase d'études plus ciblées de 165 jours. La mission principale doit s'achever en 2029.

## Caractéristiques techniques de la sonde spatiale
La sonde a une masse de 5 040 kg dont 2 646 kg de carburant qui est utilisé essentiellement pour les corrections de trajectoire et l'insertion en orbite. Le propulseur principal de 900 newtons de poussée, qui est orientable, utilise deux ergols liquides. Comme dans la majorité des missions vers les planètes extérieures, l'énergie électrique est obtenue par 5 générateurs thermoélectriques à radioisotope multi-mission (MMRTG) qui fournissent 540 watts grâce à la chaleur dégagée par la désintégration du dioxyde de plutonium.  Cette solution, qui permet de s'affranchir de l'éloignement du Soleil, n'est pas retenue pour la sonde européenne qui utilise des panneaux solaires de très grande taille. Des accumulateurs lithium-ion permettent de faire face aux pics de consommation. Le système de télécommunications, qui fonctionne en bande Ka et X avec un transpondeur de 25 watts, utilise une antenne parabolique à grand gain de 3 mètres de diamètre articulée avec deux degrés de liberté. La sonde est stabilisée sur 3 axes à l'aide de roues de réaction assistées de propulseurs d'attitude montés par paire. Pour affronter le champ magnétique intense de Jupiter, les organes les plus sensibles de la sonde sont abrités derrière un blindage d'au moins 2,54 mm qui représente une masse totale de 165 kg,.

### La charge utile

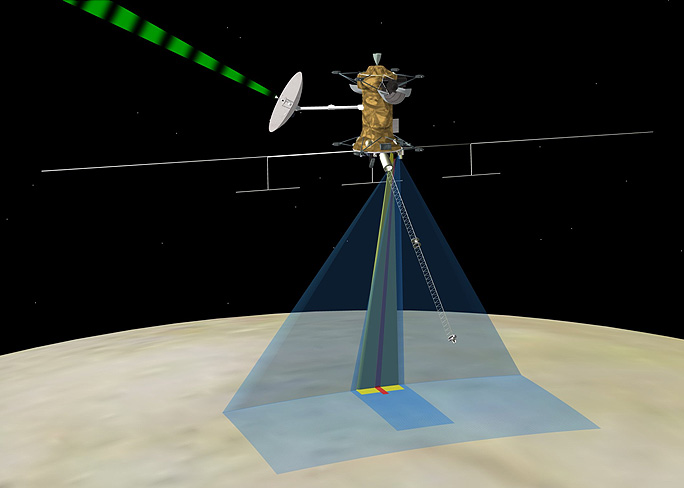
La sonde JEO en orbite autour de Europe fait fonctionner ses instruments.

La charge utile représente une masse de 165 kg. La consommation électrique moyenne allouée à l'instrumentation, y compris sa protection thermique, est de 71 watts. Il est prévu que la sonde emporte 11 instruments scientifiques qui sont montées sur une plateforme orientable :
- le système de télécommunications doit être utilisé pour des mesures de densité.
- un altimètre laser (LA).
- un radar permettant d'effectuer des observations à travers la glace (IPR).
- un spectromètre en lumière visible et infrarouge (VIRIS).
- un spectromètre ultraviolet (UVS).
- un spectromètre de masse des particules neutres et chargées (NMS).
- un instrument de mesure thermique (TI).
- une caméra avec téléobjectif (NAC).
- deux caméras grand-angle et moyen-angle (MAC+WAC).
- un magnétomètre (MAG).
- un instrument de mesure des particules et du plasma (PPI).

## Avancement
En février 2011, à la suite de restrictions budgétaires, la mission Jupiter Europa Orbiter est repoussée par la NASA à une date ultérieure non fixée. En revanche, l'ESA pense maintenir la mission Jupiter Ganymede Orbiter, si possible avec une participation internationale ,. La mission est annulée en avril 2011.